# Pray (Montana)
Pray es un lugar designado por el censo ubicado en el condado de Park en el estado estadounidense de Montana. En el Censo de 2010 tenía una población de 681 habitantes y una densidad poblacional de 9,02 personas por km².

## Geografía
Pray se encuentra ubicado en las coordenadas 45°24′56″N 110°39′7″O / 45.41556, -110.65194. Según la Oficina del Censo de los Estados Unidos, Pray tiene una superficie total de 75.51 km², de la cual 74.14 km² corresponden a tierra firme y (1.81%) 1.37 km² es agua.

## Demografía
Según el censo de 2010, había 681 personas residiendo en Pray. La densidad de población era de 9,02 hab./km². De los 681 habitantes, Pray estaba compuesto por el 96.48% blancos, el 0.15% eran afroamericanos, el 0.29% eran amerindios, el 0.44% eran asiáticos, el 0% eran isleños del Pacífico, el 0.44% eran de otras razas y el 2.2% pertenecían a dos o más razas. Del total de la población el 0.59% eran hispanos o latinos de cualquier raza.